# Club Deportivo Puertollano
El Club Deportivo Puertollano fue un equipo de fútbol español de la ciudad de Puertollano (Ciudad Real). Este club fue fundado el 24 de septiembre de 1948 con el nombre de Club de Fútbol Calvo Sotelo, segundo equipo más importante de Castilla-La Mancha tras el Albacete, entre que se puede destacar las 11 temporadas que militó el cuadro ciudarrealeño en Segunda División, y el mayor éxito de dicho club, jugar una promoción de ascenso para caer eliminados ante el Córdoba CF en la primavera de 1968.
Jugaba en el grupo XVIII de la Tercera División, desapareciendo como entidad deportiva jurídicamente el 15 de mayo de 2015, tras el rechazo de los socios en asamblea de acogerse por unanimidad al convenio con acreedores que podría haber revertido el auto de disolución y liquidación de la sociedad, decretado por el Juzgado de lo Mercantil de Ciudad Real. Los socios dieron así el visto bueno a la extinción de la entidad para refundarse a partir de cero en Segunda Autonómica con el número federativo de su escuela deportiva, como Club Deportivo Básico Calvo Sotelo de Puertollano, que posteriormente pasaría a llamarse Calvo Sotelo de Puertollano Club de Fútbol.
Entre 2015 y 2018 consigue recuperar la categoría nacional tras ascender las tres categorías regionales siendo campeón con 70, 76 y 84 puntos

## Historia

### Club de Fútbol Calvo Sotelo
La Unión Deportiva Puertollano procede del club fundado el 24 de septiembre de 1948 con el nombre de Calvo Sotelo Club de Fútbol, bajo las órdenes de la Empresa Nacional Calvo Sotelo (ENCASO), durante sus dos primeros años militó en la categoría regional, en los cuales fue el primer clasificado, ascendiendo en la temporada 1949-50 a la Tercera División, en la que militó durante catorce temporadas, obteniendo el primer puesto en cinco ocasiones, aunque no sería hasta la temporada 1963-64 cuando consiguió el ascenso a la Segunda División.
Durante las siguientes siete temporadas se mantuvo en Segunda División, llegando a jugar la promoción de ascenso a Primera División tras quedar segundos en la temporada 1967-68, al perder en Cádiz el 28 de abril de 1960. En la promoción de ascenso a Primera División se perdió ante el Córdoba Club de Fútbol en partidos disputados el 26 de mayo y 2 de junio de 1968. Pero en la temporada 1970-71 el equipo descendió a Tercera División, volviendo a recuperar la categoría tras la temporada 1974-75, pero perdiéndola, descendiendo a Segunda División B tras quedar últimos en la temporada 1977-78.
Se mantuvo en Segunda División B seis años, ascendiendo en la temporada 1983-84 a Segunda División, aunque no consiguió mantenerse en la categoría al año siguiente, volviendo a Segunda B, y debido a la reorganización de la división descendió a Tercera División, a pesar de haber quedado octavos.

### Puertollano Industrial
Durante los siguientes años, las deudas, la baja asistencia y el abandono por parte de Repsol del club, hace que se entre en una época de decadencia. Es al comenzar la temporada 1988-89 cuando se cambia el nombre del equipo por el de Puertollano Industrial Club de Fútbol (fue un mero cambio de nombre sin que, hasta ahora, haya desaparecido nunca en toda su historia), buscando el apoyo de la población de Puertollano, sin embargo, no se consiguió un apoyo constante por parte de ésta, y además, durante la siguiente temporada se acabó en último puesto, descendiendo hasta la división regional, donde sólo estuvo una temporada, ascendiendo al año siguiente.
El equipo continuó en Tercera División ocho temporadas bajo la denominación de Puertollano Industrial, consiguiendo en 1994 ganar la Copa de la Federación Española de Fútbol, torneo que se celebraba por primera vez en esta fecha.

### Unión Deportiva Puertollano
En el año 1999 se reorganiza el club con la absorción por el Puertollano Industrial C.F. del Puertollano C.F. (club que militaba en las divisiones regionales), pasándose a llamar Unión Deportiva Puertollano. Ya con el nuevo nombre se vuelve a ganar el campeonato de Tercera División en la temporada 1999-00, pero no sería sino hasta seis años después, con un nuevo campeonato y 94 puntos conseguidos (con sólo dos derrotas), cuando se ganan los play-off de ascenso a Segunda División B, venciendo al Sporting Villanueva y al Arcos Club de Fútbol.

### Club Deportivo Puertollano
El 3 de julio de 2010 se aprueba el cambio de denominación a Club Deportivo Puertollano, con el objetivo de unificar los equipos deportivos de la ciudad, algo que nunca se llegó a aprobar por los socios del Club.
Tras la temporada 2011-12 el equipo finaliza undécimo clasificado, lo que permitiría continuar en la Segunda División B, sin embargo, al no poder hacer frente a las deudas contraídas con técnicos y jugadores de pasadas temporadas, y realizar el pago del aval solicitado de 200 000 € a la RFEF para continuar en dicha división, obliga al descenso administrativo de la entidad a la Tercera División, así como profundiza aún más la crisis del club que podría llegar a desaparecer.
Finalmente, en la Asamblea Extraordinaria de Socios del día 15 de julio de 2012, los socios con derecho a voto deciden que el club continúe existiendo y milite en la Tercera División y se haga frente a las deudas contraídas para sanearlo.
El 13 de abril de 2014, tras vencer en casa por 1-0 al Yugo-UD Socuéllamos CF., el Club obtiene su noveno título de Campeón de Liga en Tercera División, anticipándose en cuatro jornadas al cierre liguero. Con 98 puntos bate el récord histórico de puntos en Liga, en poder también del Puertollano 2005-06, entrenado por Pedro Sánchez de la Nieta. Tras perder la primera eliminatoria con el LEALTAD asturiano, vence en las dos siguientes al Náxara Club Deportivo, de Nájera (La Rioja) y al Pontevedra Club de Fútbol, con lo que obtiene de nuevo plaza en Segunda División B. Por desgracia, no puede hacer frente a los 400 000 euros de aval solicitados por la RFEF, debido a las antiguas deudas, y se ve obligado a permanecer de nuevo en Tercera División.
En la nueva temporada, 2014-15 los 1,6 millones de deuda pesan cada vez más, y así cuando el club finaliza el campeonato con un total de 14 victorias, 11 empates y 13 derrotas, datos que le sitúan en el puesto décimo de la tabla del grupo manchego; se organiza una asamblea de socios en la que se liquida al veterano club, el cual acumulaba 66 años de historia y el cual puso el nombre de Puertollano en el mapa del fútbol español.

### Calvo Sotelo de Puertollano CF
El nuevo club que surgió a través de los grandes problemas económicos y posterior desaparición del CD Puertollano, tuvo que empezar a competir desde lo más bajo del fútbol de dicho país, en la Segunda Autonómica de Castilla-La Mancha.

## Jugadores del C.D. Puertollano
- Salvador Asensio
- Santiago Cañizares
- Constantino Mohor
- José Luis Violeta
- Manuel Polinario Poli
- Marcos Alonso Imaz Marquitos
- José María Encontra
- José Pablo García Castany
- Ramón Alfonseda i Pous
- Roberto Gil Esteve
- Nando Yosu
- Teófilo Dueñas
- Antonio Biosca Pérez
- Fabián Muñoz Fernández
- Félix Zubiaga
- Manuel Zúñiga
- Carlos Javier Ríos Saviola

## Directiva
- Presidente: Máximo Sáez Torres
- Vice-Presidente: Raúl Molina Sánchez
- Secretaría: María del Carmen Zarza Fernández
- Área económica y Tesorería: Pablo Alcaide Martín
- Jefe de prensa: Santos Jiménez Terriza
- Área social y RRSS: Francisco Municio Bonales

## Uniforme
- Uniforme titular: Camiseta, pantalón y medias azules.
- Uniforme alternativo: Camiseta roja, pantalón negro y medias rojas.

## Estadio
- Estadio Ciudad de Puertollano/Nuevo Cerrú.

## Datos del club
- Temporadas en 1ª: 0 (1 promoción de ascenso jugada en 1968)
- Temporadas en 2ª: 11
  - Mejor puesto en 2.ª: 2º (67-68)
  - Peor puesto en 2.ª: 20º (77-78)
- Temporadas en 2ªB: 13
  - Mejor puesto en 2ª B: 2º (83-84)
  - Peor puesto en 2ª B: 13º (80-81, 82-83 y 07-08)
- Temporadas en 3ª: 40
  - Mejor puesto en 3.ª: 1º (58-59, 60-61, 61-62, 62-63, 63-64, 74-75, 99-00, 05-06, 13-14)
  - Peor puesto en 3.ª: 20º (89-90)
- Temporadas en Categorías regionales: 3 (48-49, 49-50 y 90-91)
  - Mejor puesto en Categorías regionales: 1º (48-49, 49-50 y 90-91)

## Entrenadores

### Cuerpo técnico 2014/15
- Entrenador:  Andrés Viñas Monroy
- Preparador físico:  Pablo Antonio Rubio Sobrino

### Cronología de entrenadores
- Fernando Argila Pazzaglia (1970)
- Héctor Núñez (1971)
- José Valdor Sierra (1971-1973)
- Rafael Yunta Navarro “Rafa” (1973-1977)
- Eduardo Gómez García-Barbón “Lalo” / Juan Portilla Sañudo / Antonio Carmona Ros (1977-1978)
- Enrique Orizaola Velázquez (1978-1981)
- Manuel Martín Vences (1981-1982)
- José María Negrillo Stengl (1982)
- Juan Manuel Tartilán Requejo (1983-1985)
- Eduardo Caturla Vázquez (1985-1986)
- Francisco Santana Cabrera, Paquillo / Juan Vázquez Bonilla / Antonio Rodríguez Nuevo y Leandro Barranquero Real (1986-1987)
- Carlos Sánchez de las Matas (1987-1988)
- Carlos Sánchez de las Matas / Alfonso García-Salvador Asensio (1988-1989)
- Alfonso García-Salvador Asensio / Francisco Pinilla Ruiz de la Hermosa (1989-1990)
- Francisco Calderón Recuero (1990-1991)
- Francisco Calderón Recuero / Pedro García Sánchez "Pedrito" (1991-1992)
- Hilario Velasco Buendía / Juan Manuel Tartilán Requejo (1992-1993)
- José Villacreces López, "Josele" y Alfonso García (1993-1994)
- José Villacreces López, "Josele" y Antonio G.ª Becerra (1994-1995)
- José Villacreces López, "Josele" (1995-1997)
- Antonio De la Torre Camacho "Torreca" (1997-1999)
- Francisco Calderón Recuero (1999-2000; cesa en octubre de 2000)
- José Villacreces López, "Josele" (2000-2002)
- Juan Vázquez Bonilla (2002-2003)
- Aurelio Gómez Santos (2003)
- Antonio De la Torre Camacho "Torreca" (2003-2005)
- Antonio Cabezuelo "Rojo" (2005)
- Pedro Sánchez de la Nieta (2005-2008)
- Manuel Ruiz Hierro (2008)
- Óscar Jacobo Maestre Cornejo (2008-2009)
- Benigno Sánchez (2009-2010)
- Óscar Jacobo Maestre Cornejo (2010-2011)
- Manuel Zúñiga Fernández (2011-2012)
- Claudio David Arzeno Pessuto (2012-2013)
- Pablo Franco Martín (2013-2014)
- Andrés Viñas Monroy (2014-2015)

## Palmarés

### Torneos nacionales
- Campeonatos de Tercera División: 9 (58-59, 60-61, 61-62, 62-63, 63-64, 74-75, 99-00, 05-06, 13-14)
- Copa de la Federación Española de Fútbol: 3 (1994, 2006, 2011)

### Torneos amistosos
- Trofeo Ciudad de Puertollano: (13) 1975, 1976, 1978, 1980, 1981, 1984, 1987, 1989, 1992, 1999, 2010, 2011, 2017
- Trofeo de la Uva y el Vino: (5) 1970, 1971, 1974, 1982, 2005
- Trofeo Cervantes: (2) 1968, 1969
- Trofeo Feria de Ciudad Real: (1) 1981
- Trofeo Ciudad de Linares: (1) 1985